# TT A10
La tombe thébaine TT A10 est située à Dra Abou el-Naga, dans la nécropole thébaine, sur la rive ouest du Nil, face à Louxor en Égypte.
C'est la tombe de Djéhoutynéfer, surveillant du trésor, au début de la XVIIIe dynastie.